# Verbascum virgatum
Verbascum virgatum é uma espécie de planta com flor pertencente à família Scrophulariaceae. 
A autoridade científica da espécie é Stokes, tendo sido publicada em A Botanical Arrangement of British Plants (ed. 2) 1: 227. 1787.
Dá pelos nomes comuns de barbasco, blatária-grande, blatária-maior, verbasco ou verbasco-das-varas.
Sendo certo que os termos barbasco, blatária e verbasco dizem respeito a todas as plantas do género Vesbascum.

## Etimologia
«Verbasco» e «barbasco» são ambos variantes do termo latino verbascum, a primeira chega ao português moderno por via erudita e a segunda palavra chegou ao português moderno por via popular.
Quanto ao substantivo blatária, este advém do termo latino «blattarĭa», que significa «erva das baratas; erva mata-baratas».
É uma planta herbácea perene, hemicriptófita, bienal e pubescente, com folhas alternas e flores amarelas.
Os talos podem ascender até aos 150 centímetros de altura, são lisos, com pêlos tectores simples, bifurcados ou mesmo trifurcados, verdejantes ou avermelhados. As folhas são alternas, de formato oblongo-lanceolado ou dentadas, exibem uma coloração verde mate.
As flores são simples, distribuindo-se na ordem das duas a cinco por fascículo, em cada bráctea, com a flor principal provida de 2 bracteolas. Floresce de Junho a Setembro.
Distingue-se do Verbascum barnadesii por este ter pedicelos bastante compridos, por sinal, maiores do que cálice das flores, ao passo que o barbasco bastante curtos, indiscutívelmente mais curtos do que os cálices.

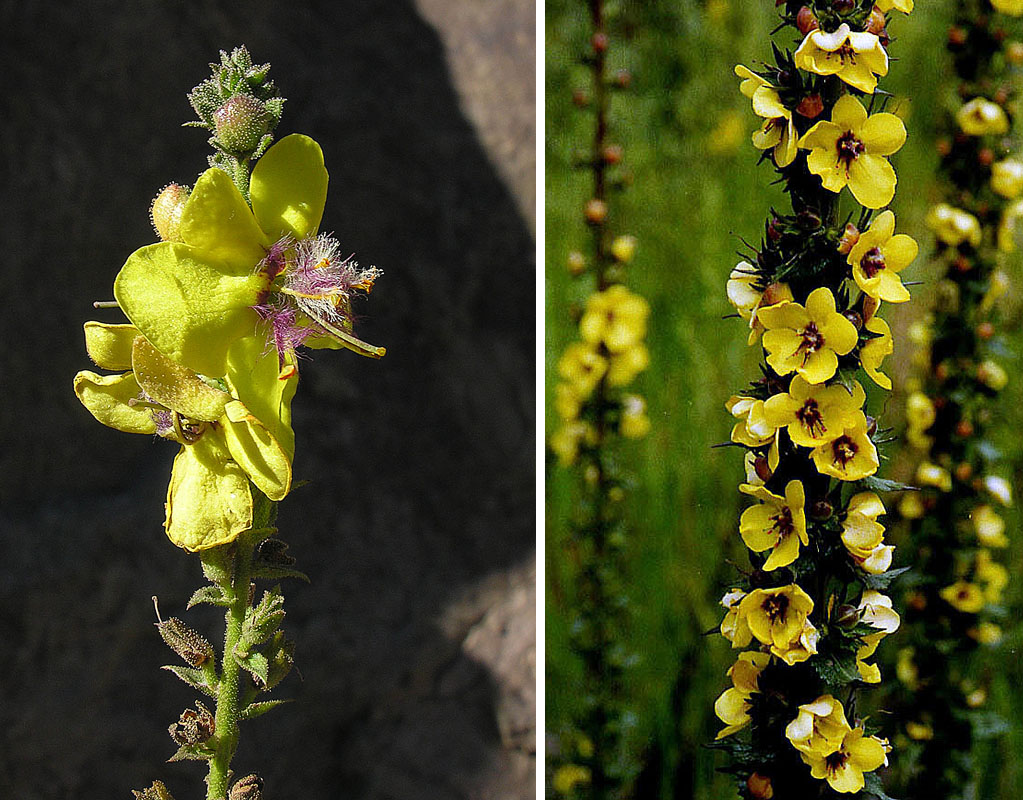
Flores

A espécie é nativa do Reino Unido, Itália, França, Espanha (incluindo as  Ilhas Canárias) e Portugal (incluindo os arquipélagos da  Madeira e dos Açores). Estando, também, naturalizada na África do Sul,  nos Estados Unidos, na América do Sul, na Austrália, na Nova Zelândia, Melanésia e Polinésia.

## Portugal
Trata-se de uma espécie presente no território português, nomeadamente em Portugal Continental, no Arquipélago dos Açores e no Arquipélago da Madeira.
Encontra-se, concretamente, nas zonas do Noroeste ocidental, do Noroeste montanhoso, do Nordeste ultrabásico, da Terra quente transmontana, do Centro-norte, do Centro-oeste calcário, do Centro-oeste arenoso, do Centro-oeste olissiponense, do Centro-leste motanhoso, do Centro-leste de campina, do Centro-sul miocénico, do Centro-sul plistocénico, do Sudeste setentrional e do Sudeste meridional.
Em termos de naturalidade, é nativa de Portugal Continental e Arquipélago da Madeira e introduzida no arquipélago dos Açores.

## Habitat e ecologia

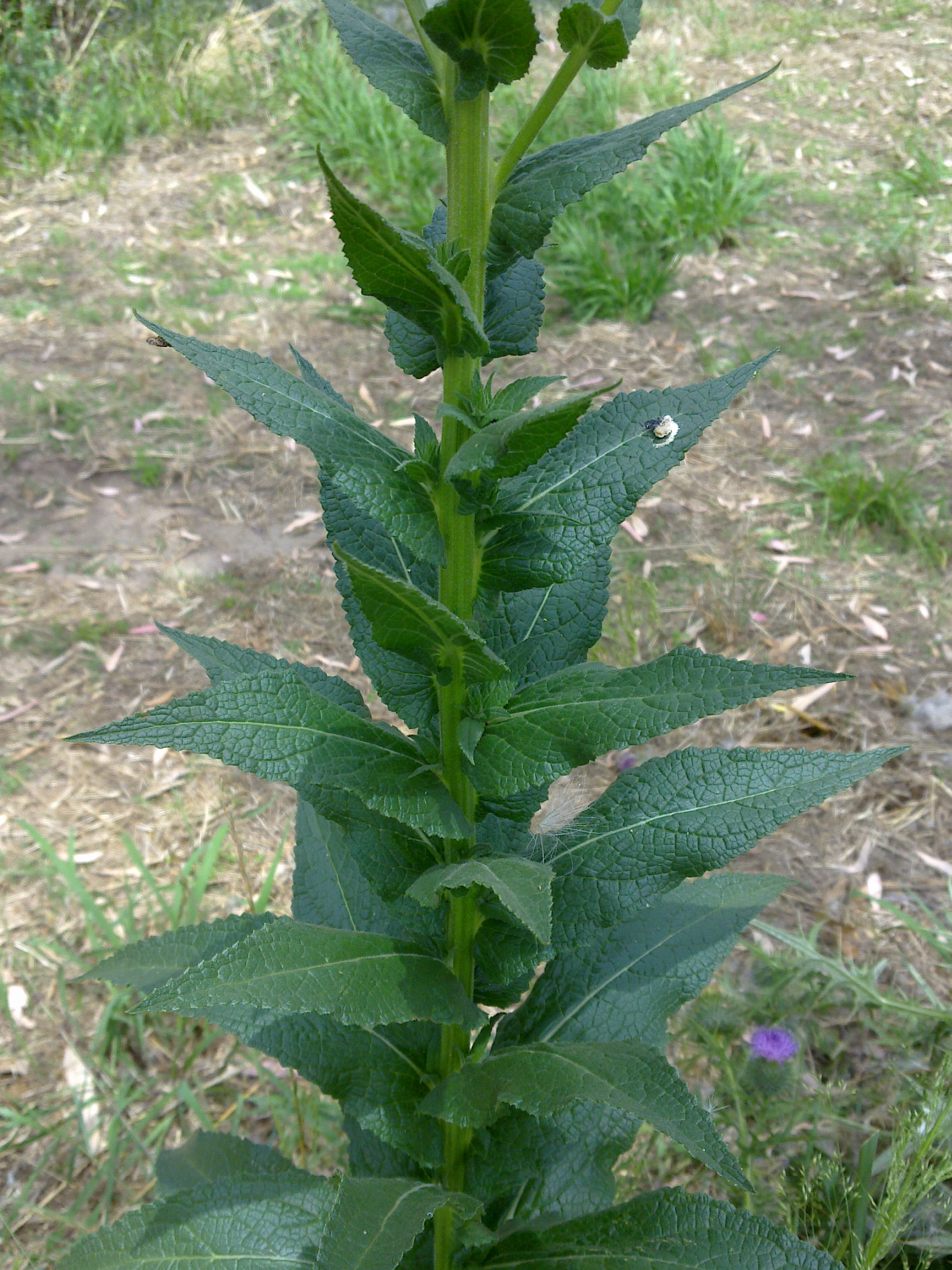
Folhas

Trata-se de uma planta ripícola e ruderal, capaz de prosperar tanto entre matagais, como em courelas agricultadas.
Dessarte, encontra-se em comunidades ao pé de estradas, em veigas, em charnecas e escarpas, onde o solo seja húmido, idealmente ácido e com apreciável teor nitroso.
Não se encontra protegida por legislação portuguesa ou da Comunidade Europeia.

## Citologia
Número de cromossomas da Verbascum virgatum (Fam. Scrophulariaceae) e táxones infraespecíficos:
2n=64, 66

## Etimologia
Verbascum: nome genérico que deriva do vocablo latino Barbascum (barba), referindo-se às velosidades que recobrem a planta.
virgatum: epíteto latino que significa "com ramadas".

## Sinonímia
- Blattaria virgata (Stokes) Fourr.

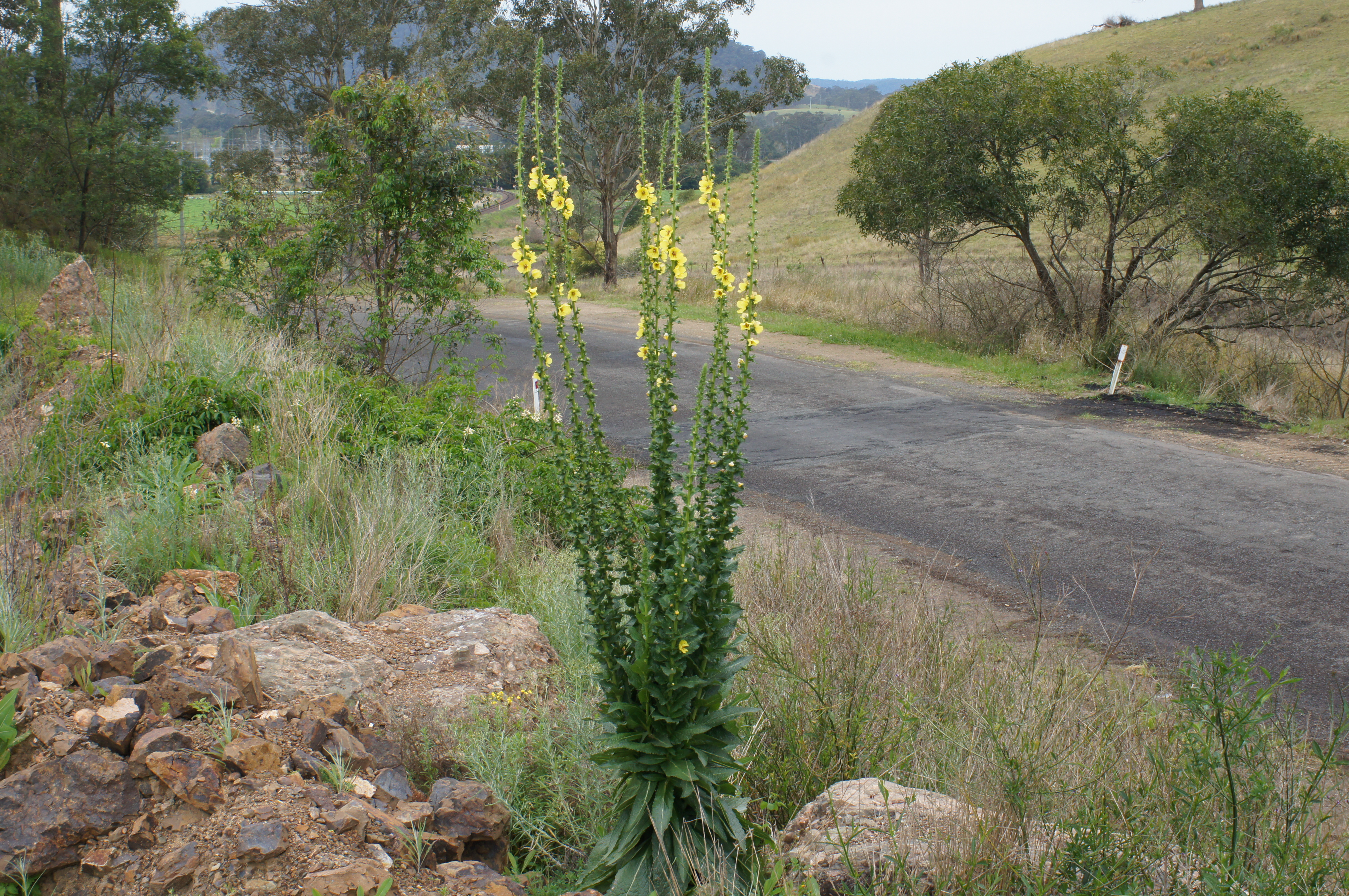
Barbasco a crescer junto à berma da estrada

- Verbascum blattarioides var. crenatum Rouy in Rouy & Foucaud
- Verbascum blattarioides var. lusitanicum Schrad.
- Verbascum blattarioides var. sublobatum Rouy in Rouy & Foucaud
- Verbascum blattarioides Lam.
- Verbascum celsiae Boiss.
- Verbascum grandiflorum Schrad.[14]

No ensejo do folclore português, o naturalista, Arruda Furtado chegou a relatar as crenças populares dos Açores, mais propriamente da ilha de São Miguel, que atribuiam à boliana a faculdade de conceder fortuna ao seu detentor, contanto que se plantasse junto do verbasco, do trovisco e da bela-luz.
Com efeito, faz parte da crendice popular micaelense, do século XIX, que da união do verbasco com a boliana, nascia, a cada sete anos, na noite de São João, das flores da boliana uma pena, como a dos patos, com que se podia escrever. Além de dar sorte, acreditava-se que era com essa pena que as bruxas subscreviam os pactos de sangue com o diabo.